# Grzegorz Pluta
Grzegorz Jerzy Pluta (ur. 28 listopada 1974 w Warszawie) – polski sportowiec, szermierz uprawiający szermierkę na wózkach, złoty medalista igrzysk paraolimpijskich.

## Życiorys
Pracownik agencji reklamowej AMS. W wyniku wypadku został sparaliżowany od pasa w dół.
Specjalizuje się w szpadzie i szabli. Jego trenerem został Marek Gniewkowski. W 2006 na mistrzostwach świata zajął drugie miejsce w szpadzie indywidualnie i pierwsze miejsce w szpadzie drużynowo. W tej ostatniej konkurencji zdobył również srebrny medal na mistrzostwach świata w 2011. W 2009 wywalczył mistrzostwo Europy w szabli indywidualnie, a dwa lata później na mistrzostwach Europy został srebrnym medalistą w tej konkurencji. W 2012 zadebiutował na Letnich Igrzyskach Paraolimpijskich w Londynie. Wystartował w turniejach indywidualnych w szabli i szpadzie w kat. B. W pierwszym z nich wywalczył złoty medal.
Zdobył następnie na mistrzostwach Europy brązowy (2013) i srebrny (2015) medal w szabli indywidualnie oraz srebrny medal (2015) w szpadzie drużynowo. Uczestniczył również w igrzyskach paraolimpijskich w Pekinie, Rio de Janeiro i Tokio.
W 2019 wystąpił w filmie Legiony w reżyserii Dariusza Gajewskiego.

## Odznaczenia
- Krzyż Kawalerski Orderu Odrodzenia Polski (2023)[7][8]
- Złoty Krzyż Zasługi (2013)[9]